# Clínide
En la mitología griega, Clínide o Clinis (en griego, Κλεῖνις) es un rico y piadoso babilonio que viajó al país de los hiperbóreos, donde observó que se honraba a Apolo sacrificando asnos. De regreso a Babilonia, quiso hacer lo mismo, pero fue advertido por el propio dios de que no debían sacrificarle asnos quienes no fueran hiperbóreos, sino que debían sacrificarle, como era costumbre, cabras, ovejas y bueyes. Clínide tenía tres hijos y una hija. Dos de ellos, Licio y Hárpaso, sin embargo, aconsejaron a su padre que realizara el sacrificio de los asnos mientras los otros dos, Ortigio y Artémique, le instaron a que obedeciera a Apolo. Clínide hizo caso de estos últimos pero Licio y Hárpaso trataron de conducir por la fuerza los asnos al altar. Apolo hizo enfurecer a los asnos, que quisieron devorar a Clínide, a su esposa y a sus hijos. Los dioses se compadecieron de ellos y convirtieron a Clínide y a su familia en aves.
Esta leyenda se conoce por haber sido conservada únicamente por Antonino Liberal, que cita a la Ornitología de Beo y al Apolo de Simias de Rodas, dos obras perdidas, como fuentes de su relato.